# 율원중학교 축구부
율원중학교 축구부는 율원중학교의 축구부로 대구 FC의 U-15팀이다.

## 역사
2011년 7월 12일 대구 FC가 2009년에 U-18팀인 현풍고등학교축구부와 U-12팀에 이어서를 율원중학교와의 협약을 통해서 대구 FC의 U-15팀인 율원중학교 축구부를 창단했다.

## 같이 보기
- 율원중학교
- 대구 FC
- 현풍고등학교 축구부
- 대구신흥초등학교 축구부